# 2006-os úszó-Európa-bajnokság
A 2006-os úszó-Európa-bajnokságot Budapesten, Magyarországon, rendezték július 26. és augusztus 6. között. Az Eb-n 58 versenyszámot rendeztek. 38-at úszásban, 6-ot nyílt vízi úszásban, 10-et műugrásban és 4-et szinkronúszásban. Harmadik alkalommal rendezhette meg Budapest a versenyeket.

## Előzmények
2002. augusztus 3-án a Magyar Úszó Szövetség képviselői Berlinben hivatalosan bejelentették, hogy Budapest megpályázza a 2006-os úszó Európa-bajnokság megrendezését. A rendezésre Budapesten kívül Eindhoven pályázott. Az Eb-ket évente rendezik. Magyarország azért a 2006. évi bajnokságra pályázott, mert pont 80 éve, 1926-ban volt a legelső Európa-bajnokság, amit ugyancsak a magyar főváros rendezett. A pályázatban egy új uszoda felépítése szerepelt, amit Lágymányosra terveztek. Korábban Magyarország kétszer is házigazdája volt az úszó Eb-nek, 1926-ban és 1958-ban. A főváros az 1995-ös kontinens viadal megrendezésére is pályázott, ám akkor Sevilla győzött a szavazáson.
2002. november 22-én Alessandro Sansa, a LEN igazgatója helyszíni szemlét tartott, aki jó tapasztalatokkal utazott el a magyar fővárosból.
2002. december 14-én az Európai Úszó Szövetség Riesában, a rövid pályás bajnokság idején döntött. A szavazást megelőzően 10 órakor a két pályázó 20-20 perces időtartamban prezentációt tartott. Dél körül az elnökség tagjai titkos szavazással döntöttek, ami után bejelentették, hogy a 2006-os bajnokságot Budapest rendezheti. Gyárfás Tamás az Magyar Úszó Szövetség elnöke a sajtónak nyilatkozva optimistán azt mondta, hogy az új Eb uszodát a Margit-szigettel szemközt, Pesten fogják 2005-re felépíteni.
2003. november 1-jén írták alá a rendezésről szóló szerződést. A megállapodást Gyurcsány Ferenc, gyermek-, ifjúsági és sportminiszter, Bartolo Consolo, az Európai Úszó Szövetség (LEN), valamint Gyárfás Tamás, a Magyar Úszó Szövetség elnöke látta el kézjegyével. A budapesti Eb-vel kapcsolatos feladatokra a kormány 2003. július 18-i határozatában 7,2 milliárd forintot különített el, amit az akkori tervek szerint három év alatt kaptak volna meg a rendezők.
2004 februárjára kiderült, hogy a korábban ígért pénzből a szervezők 1,4 milliárd forinttal kevesebb összegből gazdálkodhatnak. A Pénzügyminisztérium döntését Gyárfás Tamás így kommentálta: „Fontos elmondanom, hogy a csökkentés ellenére az úszó-Eb zavartalanul és magas színvonalon kerül [sic!] lebonyolításra. Bár új uszoda nem épül, viszont a Margit-szigeti létesítmény megnagyobbodik, hiszen egy tízpályás medence, páros ugrásra is alkalmas ugrótorony és műúszó medence is épül benne”.
Ahogy múlt az idő, egyre inkább a Margit-szigeti rendezés tűnt valószínűnek. A Fővárosi Önkormányzat környezetvédelmi bizottsága, valamint több civil szervezet is tiltakozott ez ellen. Gyárfás ezzel kapcsolatban a következőket mondta: „Nem vagyok illetékes, mégis ki merem jelenteni, a mai PM-üdülő nem lesz kevesebb, ha két salakos teniszpálya helyett egy ötvenméteres medence és egy, legfeljebb 25 méteres, toronyugrásra is alkalmas medence épül. Ha ki kell vágni két fát, ültetünk helyette hatot.” 
2004 novemberében a főpolgármesteri kabinet, később az Önkormányzat is hozzájárult az építkezéshez. A kivágott fák helyett a sziget más pontjain fákat ültettek. Döntöttek arról, hogy az időközben elhunyt Széchy Tamás úszóedző nevét viselje az új uszodakomplexum. Lezajlott a közbeszerzés, majd 2005 szeptemberében az építkezés is megkezdődött. A pályázatot a Kész Kft. nyerte, 1,7 milliárd forintos ajánlatával. Ahogy az idő előre haladt, úgy tűnt egyre reménytelenebbnek, hogy határidőre át lehet adni a verseny területét. A csúszásnak az egyik oka 2006 tavaszán a Duna igen magas vízállása volt, ami miatt az építkezést is szüneteltetni kellett. 2006 májusában újabb probléma adódott. A Fővárosi Önkormányzat városképvédelmi bizottsága nem adott engedélyt a mobil lelátók építéséhez.
Szerencsére azonban a józan ész győzedelmeskedett, a bürokratikus akadályok megszűntek és az építkezést is be lehetett fejezni a versenyek előtt. 2006. június 20-án hivatalosan is átadták a bajnokság helyszínét, amit az úszók gyorsan birtokba is vettek.

## Megnyitó

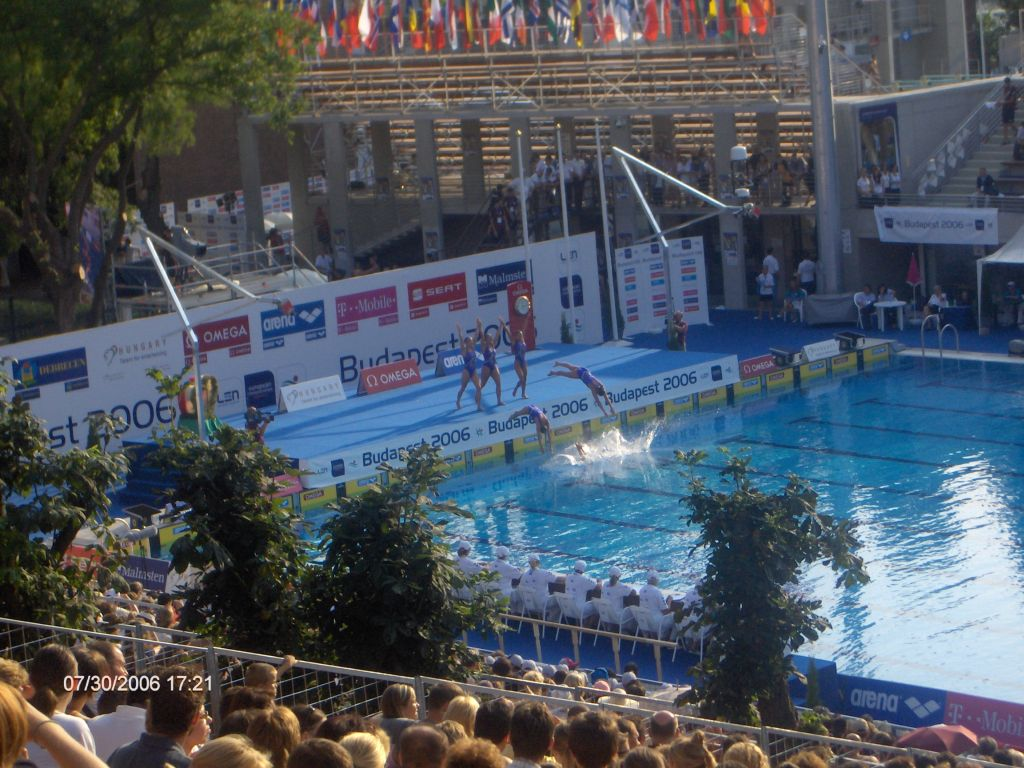
Úszó EB – Műúszó verseny – Budapest, 2006. július 30.

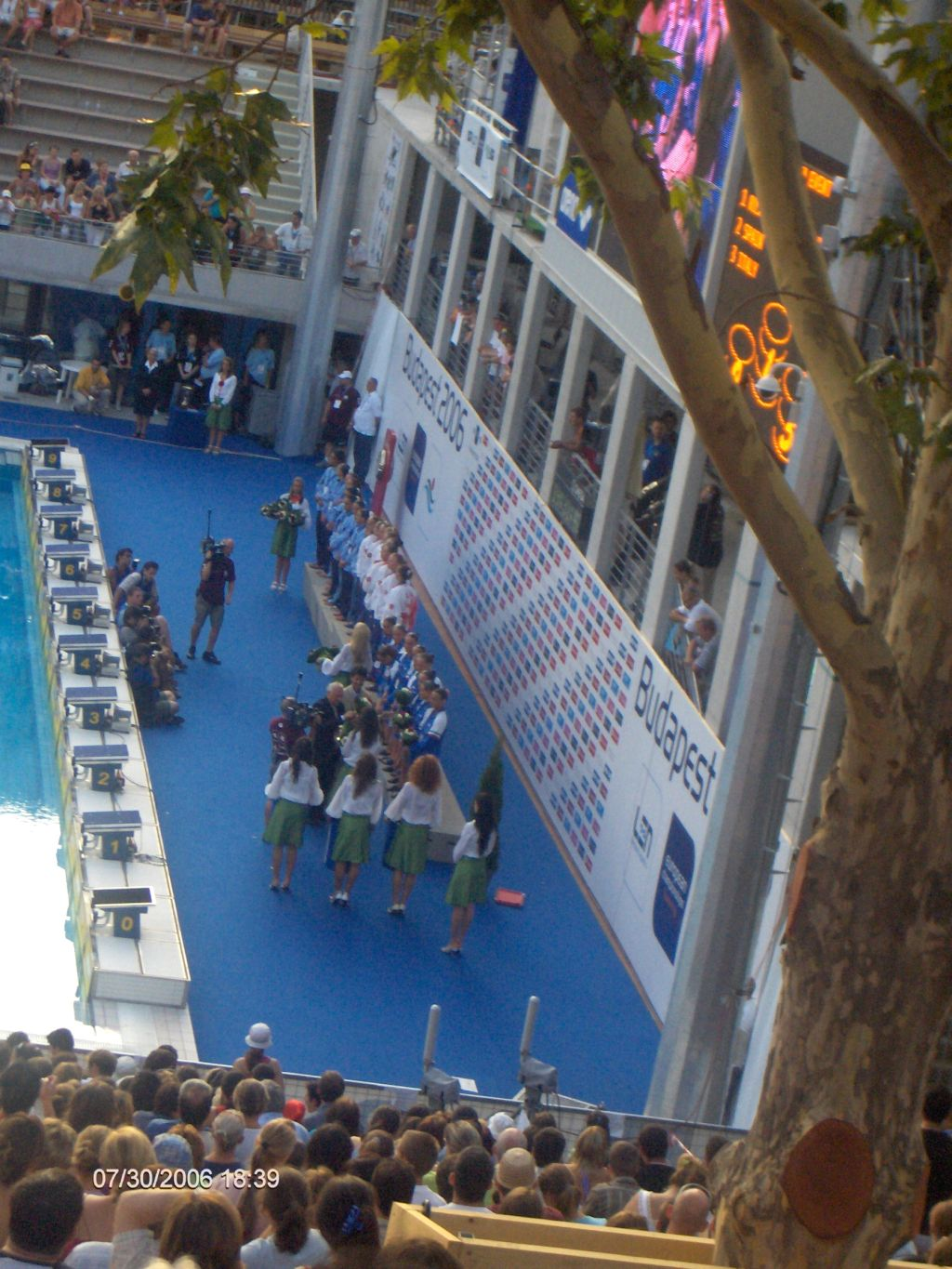
Úszó EB – Szinkronúszás eredményhirdetés – Budapest, 2006. július 30.

A megnyitó napján már zajlottak versenyek. A műúszók selejtezői, valamint a Balatonon tartott hosszútávúszó versenyek két száma (nők 5 km, férfiak 10 km) már szerdán lezajlott.
2006. július 26-án este 8 órakor tartották a verseny megnyitóját. A megnyitó magyar olimpiai bajnokok bevonulásával kezdődött. Novák Ilona, Temes Judit, Czene Attila, Rózsa Norbert, Szabó József, Wladár Sándor úszók, illetve Dömötör Zoltán és Markovits Kálmán vízilabdázók jelentek meg. A felvonulás végén Darnyi Tamás magyar nemzeti lobogót, Kárpáti György vízilabdázó, a LEN, Újvári László műugró pedig a főváros zászlaját húzta fel az árbócra.
Megnyitó beszédet tartott Bartholo Consolo, a LEN elnöke, illetve Gyurcsány Ferenc magyar miniszterelnök. A miniszterelnök beszédét két nyelven, magyarul és angolul tartotta.
A megnyitó végén a NOX együttes előadta az erre az alkalomra írt „Embermadár” című számát, majd a közönség horvát-magyar barátságos vízilabda mérkőzést nézhetett meg.
A megnyitó idejére a lelátókra történő belépés ingyenes volt.

## A bajnokság néhány érdekessége

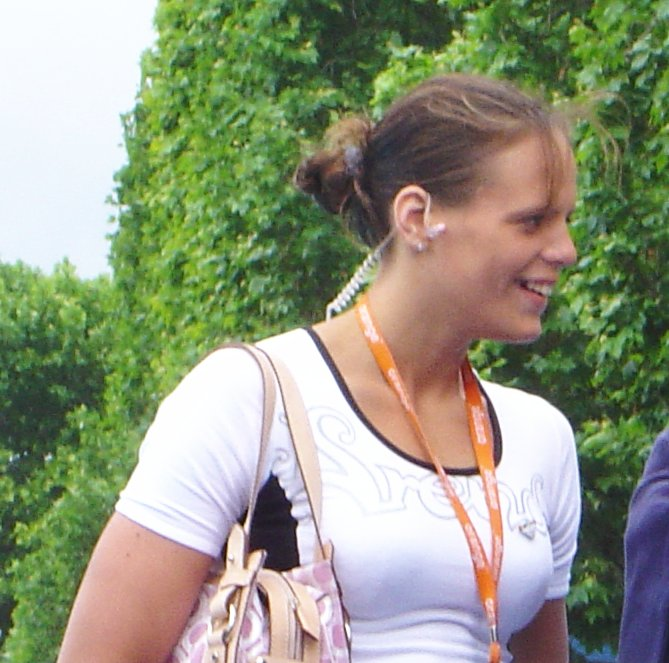
Laure Manaudou az Eb-n 4 aranyérmet szerzett

- Kizárták az olasz Loris Faccit a 200 méteres mellúszás döntőjéből, az után, hogy megnyerte azt. A hivatalos indoklás szerint, csak egy kézzel érintette meg beérkezéskor a falat.
- Hosszú Katinkát 400 méteres vegyesúszásban szabálytalan lábtempó miatt kizárták, holott ezzel a tempóval úszik már évek óta.
- A rendezőség a jegyárakat 5000-15000 forintért árulta. Ám a kis érdeklődés miatt végül ingyenessé tette a délelőtti selejtezőkre, valamint a műúszó számokra a belépést.
- A bajnokság ideje alatt többször komoly fejtörést okozott az időjárás a rendezőknek. Szombaton és kedden is olyan vihar volt, hogy el kellett halasztani a versenyeket.
- A bajnokok herendi porcelánt, az érmesek pedig egy plüss pulikutyát kaptak.
- A versenyek legnagyobb nemzetközi sztárja, a holland Pieter van den Hoogenband is elindult gyorsúszó számokon. Egy arany- és egy bronzérmet szerzett.
- A legtöbb aranyérmet a francia Laure Manaudou szerezte. 4 aranyérmén kívül egy világcsúcsot és egy Európa-csúcsot is megdöntött.
- A magyar csapat legeredményesebb tagjai a férfiak között Cseh László (2 aranyérem), a nők között pedig Kovács Ágnes (3 bronzérem).

## Összesített éremtáblázat
| Helyezés | Nemzet           | Arany | Ezüst | Bronz | Összesen |
| 1.       | Oroszország      | 16    | 7     | 3     | 26       |
| 2.       | Németország      | 12    | 10    | 5     | 27       |
| 3.       | Franciaország    | 6     | 3     | 9     | 18       |
| 4.       | Olaszország      | 5     | 6     | 11    | 22       |
| 5.       | Ukrajna          | 5     | 4     | 5     | 14       |
| 6.       | Lengyelország    | 5     | 2     | 1     | 8        |
| 7.       | Svédország       | 3     | 3     | 0     | 6        |
| 8.       | Nagy-Britannia   | 2     | 5     | 6     | 13       |
| 9.       | Hollandia        | 2     | 3     | 3     | 8        |
| 10.      | Magyarország     | 2     | 2     | 5     | 9        |
| 11.      | Finnország       | 1     | 0     | 1     | 2        |
| 12.      | Spanyolország    | 0     | 4     | 0     | 4        |
| 13.      | Görögország      | 0     | 2     | 5     | 7        |
| 14.      | Ausztria         | 0     | 2     | 0     | 2        |
| 15.      | Horvátország     | 0     | 1     | 1     | 2        |
| 16.      | Fehéroroszország | 0     | 1     | 0     | 1        |
| 16.      | Norvégia         | 0     | 1     | 0     | 1        |
| 16.      | Szlovákia        | 0     | 1     | 0     | 1        |
| 19.      | Csehország       | 0     | 0     | 2     | 2        |
| 20.      | Dánia            | 0     | 0     | 1     | 1        |
| 20.      | Románia          | 0     | 0     | 1     | 1        |
| 20.      | Szlovénia        | 0     | 0     | 1     | 1        |
| Összesen | Összesen         | 59    | 57    | 60    | 176      |

## Eredmények

### Úszás

#### Éremtáblázat
| Helyezés | Nemzet             | Arany | Ezüst | Bronz | Összesen |
| 1.       | Oroszország        | 7     | 1     | 2     | 10       |
| 2.       | Németország        | 6     | 4     | 2     | 12       |
| 3.       | Olaszország        | 5     | 6     | 4     | 15       |
| 4.       | Franciaország      | 5     | 2     | 8     | 15       |
| 5.       | Lengyelország      | 5     | 2     | 1     | 8        |
| 6.       | Ukrajna            | 4     | 4     | 2     | 10       |
| 7.       | Egyesült Királyság | 2     | 5     | 6     | 13       |
| 8.       | Hollandia          | 2     | 2     | 3     | 7        |
| 9.       | Magyarország       | 2     | 1     | 4     | 7        |
| 10.      | Svédország         | 1     | 3     | 0     | 4        |
| 11.      | Görögország        | 0     | 2     | 3     | 5        |
| 12.      | Horvátország       | 0     | 1     | 1     | 2        |
| 13.      | Ausztria           | 0     | 1     | 0     | 1        |
| 13.      | Fehéroroszország   | 0     | 1     | 0     | 1        |
| 13.      | Norvégia           | 0     | 1     | 0     | 1        |
| 13.      | Szlovákia          | 0     | 1     | 0     | 1        |
| 17.      | Dánia              | 0     | 0     | 1     | 1        |
| 17.      | Románia            | 0     | 0     | 1     | 1        |
| 17.      | Szlovénia          | 0     | 0     | 1     | 1        |
| Összesen | Összesen           | 39    | 37    | 39    | 115      |

#### Férfi
| Versenyszám               | Arany                                                                                      | Arany          | Ezüst                                                                             | Ezüst    | Bronz                                                                                        | Bronz    |
| ------------------------- | ------------------------------------------------------------------------------------------ | -------------- | --------------------------------------------------------------------------------- | -------- | -------------------------------------------------------------------------------------------- | -------- |
| 50 m-es gyorsúszás        | Bartosz Kizierowski · Lengyelország                                                        | 21,88 CR       | Olekszandr Volinec · Ukrajna                                                      | 21,97    | Duje Draganja · Horvátország                                                                 | 22,14    |
| 100 m-es gyorsúszás       | Filippo Magnini · Olaszország                                                              | 48,79          | Stefan Nystrand · Svédország                                                      | 48,91    | Pieter van den Hoogenband · Hollandia                                                        | 48,94    |
| 200 m-es gyorsúszás       | Pieter van den Hoogenband · Hollandia                                                      | 1:45,65        | Massimiliano Rosolino · Olaszország                                               | 1:47,02  | Filippo Magnini · Olaszország                                                                | 1:47,57  |
| 400 m-es gyorsúszás       | Jurij Prilukov · Oroszország                                                               | 3:45,73 CR     | Massimiliano Rosolino · Olaszország                                               | 3:46,87  | Nicolas Rostoucher · Franciaország                                                           | 3:47,04  |
| 1500 m-es gyorsúszás      | Jurij Prilukov · Oroszország                                                               | 14:51,93 CR    | Sebastien Rouault · Franciaország                                                 | 14:55,73 | Nicolas Rostoucher · Franciaország                                                           | 15:01,82 |
| 50 m-es hátúszás          | Helge Meeuw · Németország                                                                  | 25,06          | Árisz Grigoriádisz · Görögország                                                  | 25,14    | Matthew Clay · Egyesült Királyság                                                            | 25,15    |
| 100 m-es hátúszás         | Arkagyij Vjatcsanyin · Oroszország                                                         | 53,50 CR       | Markus Rogan · Ausztria                                                           | 54,07    | Árisz Grigoriádisz · Görögország                                                             | 54,34    |
| 200 m-es hátúszás         | Arkagyij Vjatcsanyin · Oroszország                                                         | 1:55,44 ER, CR | Cseh László · Magyarország                                                        | 1:56,69  | Razvan Florea · Románia                                                                      | 1:57,83  |
| 50 m-es mellúszás         | Oleh Liszohor · Ukrajna · Alessandro Terrin · Olaszország                                  | 27,48          | nem adták ki                                                                      |          | Matjaz Markin · Szlovénia                                                                    | 27,87    |
| 100 m-es mellúszás        | Roman Szludnov · Oroszország                                                               | 1:00,61        | Alexander Dale Oen · Norvégia                                                     | 1:00,63  | Oleh Liszohor · Ukrajna                                                                      | 1:00,64  |
| 200 m-es mellúszás        | Slawomir Kuczko · Lengyelország                                                            | 2:12,12        | Paolo Bossini · Olaszország                                                       | 2:12,35  | Kristopher Gilchrist · Egyesült Királyság                                                    | 2:13,21  |
| 50 m-es pillangóúszás     | Szerhij Breusz · Ukrajna                                                                   | 23,41 CR       | Duje Draganja · Horvátország                                                      | 23,62    | Jakob Andkjær · Dánia · Andrij Szerdinov · Ukrajna                                           | 23,77    |
| 100 m-es pillangóúszás    | Andrij Szerdinov · Ukrajna                                                                 | 51,95          | Amaury Leveaux · Franciaország                                                    | 52,76    | Nyikolaj Szkvorcov · Oroszország                                                             | 52,96    |
| 200 m-es pillangóúszás    | Pawel Korzeniowski · Lengyelország                                                         | 1:55,04 CR     | Jánisz Drimonákosz · Görögország                                                  | 1:57,03  | Nyikolaj Szkvorcov · Oroszország                                                             | 1:57,12  |
| 200 m-es vegyesúszás      | Cseh László · Magyarország                                                                 | 1:58,17 CR     | Alessio Boggiatto · Olaszország                                                   | 2:00,14  | Kerékjártó Tamás · Magyarország                                                              | 2:00,17  |
| 400 m-es vegyesúszás      | Cseh László · Magyarország                                                                 | 4:09,86 CR     | Luca Marin · Olaszország                                                          | 4:14,15  | Alessio Boggiatto · Olaszország                                                              | 4:16,34  |
| 4 × 100 m-es gyorsváltó   | Olaszország · Alessandro Calvi · Christian Galenda · Lorenzo Vismara · Filippo Magnini     | 3:15,23 CR     | Oroszország · Jevgenyij Lagunov · Andrej Grecsin · Ivan Uszov · Andrej Kapralov   | 3:16,47  | Franciaország · Alain Bernard · Grégory Mallet · Fabien Gilot · Amaury Leveaux               | 3:16,53  |
| 4 × 200 m-es gyorsváltó   | Olaszország · Massimiliano Rosolino · David Berbotto · Nicola Cassio · Filippo Magnini     | 7:09,60 CR     | Egyesült Királyság · David Carry · Simon Burnett · Andrew Hunter · Ross Davenport | 7:11,63  | Görögország · Andréasz Zíszimosz · Jeórjiosz Demetisz · Dimitrios Manganas · Níkosz Xilúrisz | 7:16,67  |
| 4 × 100 m-es vegyes váltó | Oroszország · Arkagyij Vjatcsanyin · Roman Szludnov · Nyikolaj Szkvorcov · Andrej Kapralov | 3:34,96 CR     | Ukrajna · Andrij Olijnik · Oleh Liszohor · Andrij Szerdinov · Jurij Jehosin       | 3:36,21  | Egyesült Királyság · Liam Tancock · James Gibson · Todd Cooper · Simon Burnett               | 3:36,61  |

#### Női
| Versenyszám               | Arany                                                                                      | Arany          | Ezüst                                                                                  | Ezüst   | Bronz                                                                                         | Bronz   |
| ------------------------- | ------------------------------------------------------------------------------------------ | -------------- | -------------------------------------------------------------------------------------- | ------- | --------------------------------------------------------------------------------------------- | ------- |
| 50 m-es gyorsúszás        | Britta Steffen · Németország                                                               | 24,72          | Therese Alshammar · Svédország                                                         | 24,87   | Marleen Veldhuis · Hollandia                                                                  | 24,89   |
| 100 m-es gyorsúszás       | Britta Steffen · Németország                                                               | 53,30 WR       | Marleen Veldhuis · Hollandia                                                           | 54,32   | Nery-Madey Niangkoura · Görögország                                                           | 54,48   |
| 200 m-es gyorsúszás       | Otylia Jedrzejczak · Lengyelország                                                         | 1:57,25        | Annika Liebs · Németország                                                             | 1:57,48 | Laure Manaudou · Franciaország                                                                | 1:58,48 |
| 400 m-es gyorsúszás       | Laure Manaudou · Franciaország                                                             | 4:02,13 WR     | Joanne Jackson · Egyesült Királyság                                                    | 4:07,76 | Caitlin McClatchey · Egyesült Királyság                                                       | 4:08,13 |
| 800 m-es gyorsúszás       | Laure Manaudou · Franciaország                                                             | 8:19,29 ER, CR | Rebecca Adlington · Egyesült Királyság                                                 | 8:27,88 | Rebecca Cooke · Egyesült Királyság                                                            | 8:28,40 |
| 50 m-es hátúszás          | Janine Pietsch · Németország                                                               | 28,36 CR       | Alekszandra Heraszimenja · Fehéroroszország                                            | 28,72   | Antje Buschschulte · Németország                                                              | 28,73   |
| 100 m-es hátúszás         | Laure Manaudou · Franciaország                                                             | 1:00,88        | Antje Buschschulte · Németország                                                       | 1:01,40 | Janine Pietsch · Németország                                                                  | 1:01,55 |
| 200 m-es hátúszás         | Esther Baron · Franciaország                                                               | 2:10,07        | Irina Amsennikova · Ukrajna                                                            | 2:12,13 | Melanie Marshall · Egyesült Királyság                                                         | 2:12,17 |
| 50 m-es mellúszás         | Jelena Bogomazova · Oroszország                                                            | 31,69          | Kate Haywood · Egyesült Királyság                                                      | 31,71   | Kovács Ágnes · Magyarország                                                                   | 31,95   |
| 100 m-es mellúszás        | Hanna Hlisztunova · Ukrajna                                                                | 1:07,55 CR     | Kirsty Balfour · Egyesült Királyság                                                    | 1:07,95 | Kovács Ágnes · Magyarország                                                                   | 1:08,60 |
| 200 m-es mellúszás        | Kirsty Balfour · Egyesült Királyság                                                        | 2:25,66        | Julija Pidliszna · Ukrajna                                                             | 2:28,42 | Kovács Ágnes · Magyarország                                                                   | 2:28,90 |
| 50 m-es pillangóúszás     | Therese Alshammar · Svédország                                                             | 26,06          | Anna-Karin Kammerling · Svédország                                                     | 26,23   | Chantal Groot · Hollandia                                                                     | 26,49   |
| 100 m-es pillangóúszás    | Inge Dekker · Hollandia                                                                    | 58,35          | Martina Moravcova · Szlovákia                                                          | 58,98   | Alena Popchanka · Franciaország                                                               | 59,06   |
| 200 m-es pillangóúszás    | Otylia Jedrzejczak · Lengyelország                                                         | 2:07,09        | Francesca Segat · Olaszország                                                          | 2:08,96 | Caterina Giacchetti · Olaszország                                                             | 2:09,01 |
| 200 m-es vegyesúszás      | Laure Manaudou · Franciaország                                                             | 2:12,69        | Katarzyna Baranowska · Lengyelország                                                   | 2:13,36 | Alessia Filippi · Olaszország                                                                 | 2:13,75 |
| 400 m-es vegyesúszás      | Alessia Filippi · Olaszország                                                              | 4:35,80        | Nicole Hetzer · Németország                                                            | 4:37,97 | Katarzyna Baranowska · Lengyelország                                                          | 4:40,02 |
| 4 × 100 m-es gyorsváltó   | Németország · Petra Dallmann · Daniela Götz · Britta Steffen · Annika Liebs                | 3:35,22 WR     | Hollandia · Inge Dekker · Ranomi Kromowidjojo · Chantal Groot · Marleen Veldhuis       | 3:37,04 | Franciaország · Alena Popchanka · Aurore Mongel · Céline Couderc · Malia Metella              | 3:38,83 |
| 4 × 200 m-es gyorsváltó   | Németország · Petra Dallmann · Daniela Samulski · Britta Steffen · Annika Liebs            | 7:50,82 WR     | Lengyelország · Otylia Jędrzejczak · Joanna Budzis · Agata Zwiejska · Paulina Barzycka | 7:56,32 | Franciaország · Alena Popchanka · Sophie Huber · Aurore Mongel · Laure Manaudou               | 7:56,44 |
| 4 × 100 m-es vegyes váltó | Egyesült Királyság · Melanie Marshall · Kirsty Balfour · Terri Dunning · Francesca Halsall | 4:02,24        | Németország · Antje Buschschulte · Sarah Poewe · Annika Mehlhorn · Britta Steffen      | 4:02,35 | Franciaország · Laure Manaudou · Anne-Sophie Le Paranthoën · Alena Popchanka · Céline Couderc | 4:03,64 |

### Műugrás

#### Éremtáblázat
| Helyezés | Nemzet       | Arany | Ezüst | Bronz | Összesen |
| 1.       | Oroszország  | 4     | 4     | 0     | 8        |
| 2.       | Németország  | 2     | 4     | 1     | 7        |
| 3.       | Svédország   | 2     | 0     | 0     | 2        |
| 4.       | Ukrajna      | 1     | 0     | 3     | 4        |
| 5.       | Finnország   | 1     | 0     | 1     | 2        |
| 6.       | Ausztria     | 0     | 1     | 0     | 1        |
| 7.       | Olaszország  | 0     | 0     | 4     | 4        |
| 8.       | Magyarország | 0     | 0     | 1     | 1        |
| Összesen | Összesen     | 10    | 10    | 10    | 30       |

#### Férfi
| Versenyszám              | Arany                                            | Arany  | Ezüst                                          | Ezüst  | Bronz                                                 | Bronz  |
| ------------------------ | ------------------------------------------------ | ------ | ---------------------------------------------- | ------ | ----------------------------------------------------- | ------ |
| 1 méteres műugrás        | Joona Puhakka · Finnország                       | 425,00 | Alekszandr Dobroszkok · Oroszország            | 416,60 | Christopher Sacchin · Olaszország                     | 415,70 |
| 3 méteres műugrás        | Dmitrij Szautyin · Oroszország                   | 496,10 | Alekszandr Dobroszkok · Oroszország            | 479,95 | Joona Puhakka · Finnország                            | 464,60 |
| 10 méteres műugrás       | Gleb Galperin · Oroszország                      | 472,90 | Heiko Meyer · Németország                      | 459,45 | Kosztjantin Miljajev · Ukrajna                        | 436,50 |
| 3 méteres páros műugrás  | Tobias Schellenberg · Andreas Wels · Németország | 403,86 | Jurij Kunakov · Dmitrij Szautyin · Oroszország | 401,46 | Nicola Marconi · Tommaso Marconi · Olaszország        | 394,68 |
| 10 méteres páros műugrás | Dmitrij Dobroszkok · Gleb Galperin · Oroszország | 469,38 | Sascha Klein · Heiko Meyer · Németország       | 447,96 | Michele Benedetti · Francesco Dell’Uomo · Olaszország | 435,12 |

#### Női
| Versenyszám              | Arany                                               | Arany  | Ezüst                                               | Ezüst  | Bronz                                         | Bronz  |
| ------------------------ | --------------------------------------------------- | ------ | --------------------------------------------------- | ------ | --------------------------------------------- | ------ |
| 1 méteres műugrás        | Anna Lindberg · Svédország                          | 291,90 | Ditte Kozian · Németország                          | 279,30 | Maria Marconi · Olaszország                   | 267,35 |
| 3 méteres műugrás        | Anna Lindberg · Svédország                          | 330,60 | Ditte Kozian · Németország                          | 324,90 | Barta Nóra · Magyarország                     | 319,85 |
| 10 méteres műugrás       | Julia Prokopcsuk · Ukrajna                          | 338,00 | Anja Richter · Ausztria                             | 332,35 | Christin Steuer · Németország                 | 330,40 |
| 3 méteres páros műugrás  | Natalija Umiszkova · Nagyezsda Bazina · Oroszország | 314,55 | Heike Fischer · Ditte Kozian · Németország          | 298,60 | Olena Fedorova · Hrisztina Iscsenko · Ukrajna | 292,17 |
| 10 méteres páros műugrás | Anett Gamm · Nora Subschinski · Németország         | 325,92 | Natalja Goncsarova · Julija Koltunova · Oroszország | 306,24 | Julia Prokopcsuk · Katerina Zsuk · Ukrajna    | 297,21 |

### Szinkronúszás

#### Éremtáblázat
| Helyezés | Nemzet        | Arany | Ezüst | Bronz | Összesen |
| 1.       | Oroszország   | 4     | 0     | 0     | 4        |
| 2.       | Spanyolország | 0     | 4     | 0     | 4        |
| 3.       | Olaszország   | 0     | 0     | 2     | 2        |
| 3.       | Görögország   | 0     | 0     | 2     | 2        |
| Összesen | Összesen      | 4     | 4     | 4     | 12       |

#### Eredmények
| Versenyszám              | Arany                                                        | Arany | Ezüst                                         | Ezüst | Bronz                                                  | Bronz |
| ------------------------ | ------------------------------------------------------------ | ----- | --------------------------------------------- | ----- | ------------------------------------------------------ | ----- |
| Egyéni technikai program | Natalja Iscsenko · Oroszország                               | 98,4  | Gemma Mengual · Spanyolország                 | 97,7  | Nathalia Anthopolou · Görögország                      | 93,9  |
| Páros technikai program  | Anasztaszija Davidova · Anasztaszija Jermakova · Oroszország | 98,8  | Gemma Mengual · Paola Tirados · Spanyolország | 97,5  | Eleftheria Ftouli · Evanthia Makrygianni · Görögország | 94,0  |
| Csapat technikai program | Oroszország                                                  | 98,8  | Spanyolország                                 | 97,3  | Olaszország                                            | 93,6  |
| Kombinációs program      | Oroszország                                                  | 97,9  | Spanyolország                                 | 95,9  | Olaszország                                            | 93,5  |

### Nyilt vízi úszás

#### Éremtáblázat
| Helyezés | Nemzet        | Arany | Ezüst | Bronz | Összesen |
| 1.       | Németország   | 4     | 1     | 2     | 7        |
| 2.       | Oroszország   | 1     | 2     | 0     | 3        |
| 3.       | Franciaország | 1     | 1     | 1     | 3        |
| 4.       | Hollandia     | 0     | 1     | 0     | 1        |
| 4.       | Magyarország  | 0     | 1     | 0     | 1        |
| 6.       | Csehország    | 0     | 0     | 2     | 2        |
| 7.       | Olaszország   | 0     | 0     | 1     | 1        |
| Összesen | Összesen      | 6     | 6     | 7     | 19       |

#### Férfi
| Versenyszám | Arany                        | Arany     | Ezüst                               | Ezüst     | Bronz                          | Bronz     |
| ----------- | ---------------------------- | --------- | ----------------------------------- | --------- | ------------------------------ | --------- |
| 5 km        | Thomas Lurz · Németország    | 56:00,1   | Christian Hein · Németország        | 56:01,1   | Simone Ercoli · Olaszország    | 56:01,8   |
| 10 km       | Thomas Lurz · Németország    | 1:58:12,1 | Maarten van dee Weijden · Hollandia | 1:58:13,5 | Christian Hein · Németország   | 1:58:16,6 |
| 25 km       | Gilles Rondy · Franciaország | 5:10:17,3 | Anton Szanacsev · Oroszország       | 5:10:18,2 | Stephane Gomez · Franciaország | 5:10:19,3 |

#### Női
| Versenyszám | Arany                                    | Arany     | Ezüst                          | Ezüst     | Bronz                                                        | Bronz     |
| ----------- | ---------------------------------------- | --------- | ------------------------------ | --------- | ------------------------------------------------------------ | --------- |
| 5 km        | Jekatyerina Szeliversztova · Oroszország | 1:01:50,8 | Cathi Dietrich · Franciaország | 1:01:52,3 | Jana Pechanova · Csehország · Larisza Ilcsenko · Oroszország | 1:01:52,4 |
| 10 km       | Angela Maurer · Németország              | 2:07:10,8 | Kovács Rita · Magyarország     | 2:07:14,3 | Jana Pechanova · Csehország                                  | 2:07:15,6 |
| 25 km       | Angela Maurer · Németország              | 5:35:19,1 | Natalja Pankina · Oroszország  | 5:35:25,1 | Stefanie Biller · Németország                                | 5:35:29,5 |